# Leroy P. Steele Prize
Der Leroy P. Steele Prize wird aus dem Vermächtnis von Leroy P. Steele seit 1970 von der American Mathematical Society zu Ehren von George David Birkhoff, William Fogg Osgood und William Caspar Graustein verliehen. Von 1970 bis 1976 wurde die Veröffentlichung einer herausragenden mathematischen Arbeit ausgezeichnet. Seit 1979 können die jährlich vergebenen Preise Kategorien zugeordnet werden, die 1993 offiziell so benannt wurden:
- Leroy P. Steele Prize for Seminal Contribution to Research
- Leroy P. Steele Prize for Lifetime Achievement
- Leroy P. Steele Prize for Mathematical Exposition

## Preisträger bis 1978
| Jahr | Preisträger                                                                     |
| ---- | ------------------------------------------------------------------------------- |
| 1970 | Solomon Lefschetz                                                               |
| 1971 | James B. Carrell, Jean Dieudonné und Phillip Griffiths                          |
| 1972 | Edward B. Curtis, William John Ellison, Lawrence E. Payne und Dana Scott        |
| 1973 | nicht verliehen                                                                 |
| 1974 | nicht verliehen                                                                 |
| 1975 | Lipman Bers, Martin Davis, H. Blaine Lawson, George Mackey und Joseph L. Taylor |
| 1976 | nicht verliehen                                                                 |
| 1977 | nicht verliehen                                                                 |
| 1978 | nicht verliehen                                                                 |

## Preisträger seit 1979
| Jahr | Seminal Contribution to Research                                                 | Lifetime Achievement                  | Mathematical Exposition                                                |
| ---- | -------------------------------------------------------------------------------- | ------------------------------------- | ---------------------------------------------------------------------- |
| 1979 | Joseph Kohn und Hans Lewy                                                        | Salomon Bochner und Antoni Zygmund    | Robin Hartshorne                                                       |
| 1980 | Gerhard Hochschild                                                               | André Weil                            | Harold Edwards                                                         |
| 1981 | Eberhard Hopf                                                                    | Oscar Zariski                         | Nelson Dunford und Jacob T. Schwartz                                   |
| 1982 | John Willard Milnor                                                              | Fritz John                            | Tsit Yuen Lam                                                          |
| 1983 | Stephen Cole Kleene                                                              | Shiing-Shen Chern                     | Paul Halmos                                                            |
| 1984 | Lennart Carleson                                                                 | Joseph L. Doob                        | Elias Stein                                                            |
| 1985 | Robert Steinberg                                                                 | Hassler Whitney                       | Michael Spivak                                                         |
| 1986 | Rudolf Kálmán                                                                    | Saunders Mac Lane                     | Donald Ervin Knuth                                                     |
| 1987 | Herbert Federer und Wendell Fleming                                              | Samuel Eilenberg                      | Martin Gardner                                                         |
| 1988 | Gian-Carlo Rota                                                                  | Deane Montgomery                      | Sigurður Helgason                                                      |
| 1989 | Alberto Calderón                                                                 | Irving Kaplansky                      | Daniel Gorenstein                                                      |
| 1990 | Bertram Kostant                                                                  | Raoul Bott                            | Robert Richtmyer                                                       |
| 1991 | Eugenio Calabi                                                                   | Armand Borel                          | François Treves                                                        |
| 1992 | James Glimm                                                                      | Peter Lax                             | Jacques Dixmier                                                        |
| 1993 | George Mostow                                                                    | Eugene Dynkin                         | Walter Rudin                                                           |
| 1994 | Louis de Branges de Bourcia                                                      | Louis Nirenberg                       | Ingrid Daubechies                                                      |
| 1995 | Edward Nelson                                                                    | John T. Tate                          | Jean-Pierre Serre                                                      |
| 1996 | Daniel Stroock und S. R. Srinivasa Varadhan                                      | Gorō Shimura                          | Bruce Berndt und William Fulton                                        |
| 1997 | Michail Leonidowitsch Gromow                                                     | Ralph Phillips                        | Anthony W. Knapp                                                       |
| 1998 | Herbert Wilf und Doron Zeilberger                                                | Nathan Jacobson                       | Joseph Silverman                                                       |
| 1999 | Michael Crandall und John Forbes Nash Jr.                                        | Richard Kadison                       | Serge Lang                                                             |
| 2000 | Barry Mazur                                                                      | Isadore M. Singer                     | John Horton Conway                                                     |
| 2001 | Leslie Greengard und Wladimir Rochlin                                            | Harry Kesten                          | Richard P. Stanley                                                     |
| 2002 | Mark Goresky und Robert MacPherson                                               | Michael Artin und Elias Stein         | Yitzhak Katznelson                                                     |
| 2003 | Ronald Jensen und Michael D. Morley                                              | Ronald Graham und Victor Guillemin    | John Garnett                                                           |
| 2004 | Lawrence C. Evans und Nikolai Wladimirowitsch Krylow                             | Cathleen Synge Morawetz               | John Willard Milnor                                                    |
| 2005 | Robert Langlands                                                                 | Israel Moissejewitsch Gelfand         | Branko Grünbaum                                                        |
| 2006 | Clifford Gardner, John Greene, Martin Kruskal und Robert Miura                   | Frederick Gehring und Dennis Sullivan | Lars Hörmander                                                         |
| 2007 | Karen Uhlenbeck                                                                  | Henry McKean                          | David Bryant Mumford                                                   |
| 2008 | Endre Szemerédi                                                                  | George Lusztig                        | Neil Trudinger                                                         |
| 2009 | Richard S. Hamilton                                                              | Luis Caffarelli                       | Ian Macdonald                                                          |
| 2010 | Robert Griess                                                                    | William Fulton                        | David Eisenbud                                                         |
| 2011 | Ingrid Daubechies                                                                | John Willard Milnor                   | Henryk Iwaniec                                                         |
| 2012 | William Thurston                                                                 | Ivo Babuška                           | Michael Aschbacher, Richard Lyons, Stephen D. Smith und Ronald Solomon |
| 2013 | Saharon Shelah                                                                   | Yakov Sinai                           | John Guckenheimer und Philip Holmes                                    |
| 2014 | Luis Caffarelli, Robert Kohn und Louis Nirenberg                                 | Phillip A. Griffiths                  | Dmitri Burago, Yuri Burago und Sergei Iwanow                           |
| 2015 | Rostislaw Grigortschuk                                                           | Victor Kac                            | Robert Lazarsfeld                                                      |
| 2016 | Andrew J. Majda                                                                  | Barry Simon                           | David A. Cox, John Little und Donal O’Shea                             |
| 2017 | Leon Simon                                                                       | James G. Arthur                       | Dusa McDuff und Dietmar Salamon                                        |
| 2018 | Sergey Fomin und Andrei Zelevinsky                                               | Jean Bourgain                         | Martin Aigner und Günter M. Ziegler                                    |
| 2019 | Haruzo Hida                                                                      | Jeff Cheeger                          | Philippe Flajolet (posthum) und Robert Sedgewick                       |
| 2020 | Craig Tracy und Harold Widom                                                     | Karen Uhlenbeck                       | Martin R. Bridson und André Haefliger                                  |
| 2021 | Murray Gerstenhaber                                                              | Spencer Bloch                         | Noga Alon und Joel H. Spencer                                          |
| 2022 | Michel Goemans und David P. Williamson                                           | Richard P. Stanley                    | Aise Johan de Jong                                                     |
| 2023 | Peter B. Kronheimer und Tomasz S. Mrowka                                         | Nicholas M. Katz                      | Lawrence C. Evans                                                      |
| 2024 | József Balogh, Robert Morris, Wojciech Samotij und David Saxton, Andrew Thomason | Haïm Brezis                           | Benson Farb und Dan Margalit                                           |
| 2025 | Kenneth A. Ribet                                                                 | Dusa McDuff                           | James S. Milne                                                         |
| Jahr | Seminal Contribution to Research                                                 | Lifetime Achievement                  | Mathematical Exposition                                                |